# Hi! School-Love on
HighSchool-Love on (tiếng Hàn:하이 스쿨: 러브 온) là một bộ phim viễn tưởng Hàn Quốc dành cho thanh thiếu niên, kể về câu chuyện của một thiên thần trở thành con người sau khi cố gắng cứu một cậu học sinh trung học khỏi nguy hiểm. Bộ phim gồm 20 tập, tập đầu tiên được phát sóng vào lúc 20h55 ngày 11/7/2014 (giờ Hàn Quốc) và được phát sóng vào ngày thứ sáu, mỗi tuần một tập.

## Diễn viên

### Diễn viên chính
- Kim Sae-ron vai Lee Seul-bi.
- Nam Woo-hyun vai Shin Woo-hyun.
- Lee Sung-yeol vai Hwang Sung-yeol.
- Lee Joo-shil vai Gong Mal-sook.
- Choi Soo-rin vai Ahn Ji-hye.
- Choi Yeon-woo vai Hwang Woo-jin

### Diễn viên phụ

#### Học sinh lớp 3-2
- Shin Hyun-tak vai Kang Ki-soo.
- Kim Young-jae vai Choi Jae-sook.
- Kim Min-suk vai Park Byung-wook.
- Baek Seung-heon vai Yang Tae-ho.
- Na Hae-ryung vai Lee Ye-na.
- Kim Min-young vai Na Yeong-eun.
- Jung Yoo-min vai Kim Joo-ah.
- Chang-jae vai Lee Seok-hoon.
- Lee Shi-hoo vai Go Cheon-sik.
- Song Ji-ho vai Seo Yo-han.
- Kim Soo-yeon vai Lee Da-yul

#### Giáo viên trường học
- Kim Kwang-sik vai Kim Kwang-sik.
- Han Soo-young vai Choi So-jin.
- Lee Joon-hyuk vai Ha Dong-geun.
- Lee Chang-joo vai Jeon Byung-chul
- Choi Sung-guk vai Cheon Chang-jo/thiên thần tiền bối của Seul-bi.

## Các tập phim
| Tập phim | Ngày chiếu | Tiêu đề                                                                     |
| -------- | ---------- | --------------------------------------------------------------------------- |
| 1        | 11/7/2014  | Tin sét đánh không thể chối cãi được!                                       |
| 2        | 18/7/2014  | Định mệnh? Duyên phận bí ẩn!                                                |
| 3        | 1/8/2014   | Lãng mạn? Bịt tai rồi vẫn nghe thấy tiếng tim đập mạnh                      |
| 4        | 8/8/2014   | Chập chững? Khi đã biết đến tình yêu, thì hãy tiến về phía ấy!              |
| 5        | 15/8/2014  | Chia vạch chi vậy? Lấn qua luôn cho rồi!                                    |
| 6        | 22/8/2014  | Tỏ tình? Lúc nào cũng sai thời điểm!                                        |
| 7        | 29/8/2014  | Nghi ngờ? Con tim mình không muốn tin vào điều đó!                          |
| 8        | 12/9/2014  | Hối hận? Chỉ lưu lại ký ức không thể làm gì cho người đó!                   |
| 9        | 26/9/2014  | Thoải mái? Muốn xóa hết mọi ưu phiền của cậu                                |
| 10       | 3/10/2014  | Đơn tương tư? Hôm nay quyết tâm sẽ không bắt chuyện với câu chú của anh ta! |
| 11       | 10/10/2014 | Bí mật? Sự thật càng lớn, càng dễ lộ!                                       |
| 12       | 17/10/2014 | Thỉnh cầu ư? Chẳng thể làm gì được khiến tim tôi vỡ tan!                    |
| 13       | 24/10/2014 | Lựa chọn? Nỗi đau vì bạn mà mất tất cả!                                     |
| 14       | 31/10/2014 | Nỗi nhớ da diết ư? Bất cứ lúc nào, dù ở đâu tôi cũng hướng về phía cậu!     |
| 15       | 7/11/2014  | Tổn thương ư? Tôi làm cậu tổn thương nhưng tôi lại đau hơn rất nhiều!       |
| 16       | 14/11/2014 | Chân thành? Đó là thứ tôi muốn giấu đi vì cậu!                              |
| 17       | 28/11/2014 | Tình yêu? Những lời không thể nói, tôi yêu cậu!                             |
| 18       | 5/12/2014  | Tình bạn ư? Cậu cũng không giống tôi!                                       |
| 19       | 12/12/2014 | Chia xa? Chia tay để gặp lại!                                               |
| 20       | 19/12/2014 | Số phận? Khoảng cách con tim của cậu và tôi!                                |